# 自己調整学習
自己調整学習（じこちょうせいがくしゅう、英:Self-regulated Learning）とは、教育的目標に関わる自己調整の一領域であり、メタ認知、学習戦略（計画・モニタリング・進捗評価）、内発的動機によって学習者が自ら推進する学習を指す。自己調整学習者は「情報獲得、専門性の拡大、自己改善という目標に向けて、自らの行為をモニタリングし、方向づけ、調整する」。
自己調整学習者は自らの学業上の強みと弱みを認識し、日々の学業課題の困難に取り組むために各種戦略を適切に用い、知力を固定化されたものと考えずに常に成長できるものと考え、成功や失敗は努力や戦略によって左右できると考える。自己調整学習者は通常、高い自己効力感を示す。これらの特性は、学校の内外における成功と関連づけられることがある。
自己調整学習は学習目標に向けて自らの行為を調整して学習環境を整え、学習の開始、問題解決、他者に教えることに役立つ。

## 概要
ウィンとハドウィンによれば、すべての学業について、自己調整学習は下記の「再帰的認知の柔軟に順序づけられた4つの段階」を通じて展開する。
1. 課題の知覚
2. 目標設定と計画
3. 実行
4. 適応

#### 課題の知覚
この段階では、学習者は目の前の課題に関する情報を収集し、それに対する自分なりの捉え方を形成する。情報収集の対象としては、動機づけの状態、自己効力感、周囲環境が含まれる。

#### 目標設定と計画
学習者は目標を設定し、課題をどのように達成するか計画する。ここでは、行動、認知的関与、動機づけの変化に関する複数の目標が設定されうる。設定される目標は、学習者がどう知覚しているかに依存する。

#### 実行
学習者は学習手法を選択し、立てた計画を実行する。

#### 適応
この段階では、学習者は自らのパフォーマンスを評価し、より高い成果を得るために学習手法をどう修正するかを決定する。目標や計画を変更することもあれば、その特定の課題には再挑戦しないと選ぶこともある。
ジンメルマンは、自己調整学習のプロセスには三つの段階があると提唱した。
事前検討：学習者が学習前に準備的に行う。
意思によるコントロール：学習者が注意や意思の力で学習をコントロールすること。
内省：学習者が学習のゴールを踏まえて自らの学習を振り返る。ここで学習手法について再考することも重要である。
ババとニッタは、ジンメルマンの循環的自己調整プロセスがより長期の時間スケールに拡張可能であり、内省が第二言語ライティングの発達と緊密に関連することを示した。複雑動的システム理論 (言語学)の観点から、ウィンドとハーディングは、アトラクター状態が自己調整プロセスの循環に負の影響を及ぼしうることを見いだした。

## 自己調整学習の分類
イラン・ネジハドとチソムによれば、自己調整学習には三つの分類がある。すなわち、能動的、動的、そして関心創出型発見モデルである。

### 能動的自己調整学習
意識(中央実行系)的に行われる自己調整学習。個人は自覚的に実行でき、自己調整学習が習慣化することで上手く機能する。

### 動的自己調整学習
意識(中央実行系)外で行われる自己調整学習。無意図学習とも呼ばれる。学習者は自分が学んでいることを意識的には自覚しない。

### 興味関心に基づく自己調整学習
能動的自己調整学習と動的自己調整学習の双方から発展したため、両機能的とされる。この分類では学習は創造的な機能様式で最もよく生じ、完全に意識主導でも完全に無意識でもない。

## 社会的認知の観点から
社会的認知の観点から見た自己調整学習は、心理、行動、環境の三者の相互作用に着目する。ジンメルマンらは、自己調整学習の特性として次の三点を挙げている。
- 自己省察：自己の学習を観察する
- 自己判定：学習の成果を分析する
- 自己変革：分析に基づいて修正する

学習目標に向けた進捗を正確に省察し、適切に行動を修正できるとき、自己調整学習は上手く機能していると言える。自己調整学習における教師の主要な役割は、情報処理理論などを用いて自己調整学習者を育成することである。情報を長期記憶に格納して必要に応じて取り出し、課題に対してメタ学習を行えるようになることで、学習者は自己調整学習を身につける。

## 情報処理理論の観点から
困難に直面してなお学習を継続するには動機づけが必要であり、自己調整学習において動機づけは大きな役割を果たす。ウィンとマルクスは、動機づけについては認知心理学、特に情報処理理論を踏まえて考えるべきだと主張した。
また、実行機能におけるセルフコントロールも自己調整学習に寄与する。学習者が学習目標の達成に向けて軌道を保ち、誘惑や衝動に直面した際に学習に集中することを助けるからである。

## 学業成績の観点から
ロベット、メイアー、シィルは、教員主導型の学習環境と自己調整学習の環境とのあいだで、学生の学業成績が同程度であることを観察した。続く研究では、自己調整学習が学習の継続とスピードを高めることが示された。
カサンドラ・B・ホワイトは、学業上の成功における統制の所在の重要性を指摘し、これは自己調整学習とも整合的であると述べた。ホワイトは、優れた指導などの外的要因の重要性も認めつつ、自己調整にもとづく粘り強い努力、技能構築、前向きな姿勢が重要だと考えた。
自己調整学習においては、自ら問いを立て、自らの既有知識を拡張することが重要である。この技法によって学習者は、自らの理解の確かさを検証し、誤解のある内容領域を修正できる。また、学びへの能動的関与が促進され、自己分析を行い、自分の理解度を判断することも可能になる。
問いを通じて学習者は新しい知識を、スキーマ (心理学)の調節を通じて受け入れ、次に同化によって既存のスキーマに統合できる。このプロセスによって学習者は新たな問題を解決でき、また、既存のスキーマが新たな問題にうまく機能しない場合には、自らの理解水準を再評価・再検討しなければならない。

## 実践での応用

### 自己調整学習を促進する指導
スコット・パリスとアリソン・パリスは、読み書き指導、参加、自己評価の三つ領域で自己調整学習が実践できると述べた。例えば、読み書き教育の中で相互教授法、オープンエンド型課題、プロジェクト学習といった手法を用いることで、自己調整学習に必要な技能を育てることができる。
自己調整学習を促進するその他の課題には、オーセンティック評価、自律を促すタスク、ポートフォリオがある。これらの手法は学習者中心・探究型であり、学習者が段階的に自律性を高め、自己調整学習の環境を形成することにつながる。ただし、学習者に求められるのは手法を知ることだけではない。学業上の成功を経験するためには、それらを実際に活用することの重要性を自覚する必要がある。

### 学習者による自己調整学習の実践
ドゥウェックとマスターは、「困難に直面した時に学習者が学習手法を貫けるのは、その手法が困難を克服するに当たって必要であり、効果的な方法だという信頼があるからなのだ」と述べている。自己調整学習が身についていない学習者は、学習上の困難に直面すると、空想にふけり始めたり、ほとんど課題をやらなかったり、課題自体を完全に忘れてしまったりする。一方で自己調整学習が身についた学習者は、質問し、ノートを取り、時間を有効に使って、使えるものを使う。パジャレスは、『自己調整学習とモチベーション: 理論・研究・応用』所収の自身の章で、ジンメルマンとその同僚がまとめた「成功する学習者の特徴」を列挙している。
- 期限までに宿題を仕上げる
- 他に興味をそそることがあっても勉強する
- 教科に集中する
- 授業内容を適切にノートに取る
- 課題の情報収集に図書館を活用する
- 学業の計画を効果的に立てる
- 学業を効果的に整理・管理する
- 授業や教科書で提示された情報を記憶する
- 自宅に気が散らない学習スペースを整える
- 学業に取り組むために自分を動機づける
- 授業中のディスカッションに参加する

### その他の具体的な自己調整学習実践
- 自己評価：自己調整学習のサイクルの中で、学習者が自分の学習を自己評価する。これにより、今後の学習計画を立てられる。評価基準に準拠した自己評価が行われると、学習者は学習目標を内面化し、自らの学習を調整できるようになる。例えば、理科トピックに関する自分の科学的概念と素朴概念を基準リストで自己評価すれば、将来は科学的概念を用い、素朴概念を避ける方向へ調整できる。[23]

- ラッパー課題：既存の学習課題や評価課題に「包み込む（ラップ）」かたちで付す活動。宿題として実施でき、宿題に取りかかる前と完了後に自己評価の質問に答える構成にする。これにより、学習者は自ら学習過程について結論を導き出せる。

- 発話思考法：指導者や学習者が問題解決の思考過程を言語化して示すこと。[24]

- 質問づくり：新しい教材の後で、学習者がその内容について自分の質問を作成する。[24]

- 相互教授法：学習者が新しい内容を他の学習者に教える。[24]

- 援助要請：必要な支援を求めること

近年、自己調整学習は特定の年齢層や社会経済状況との関連でも研究されている。シカゴ・スクール・レディネス・プログラムなどは、教室における努力的統制を高めて早期学習を強化するため、さまざまな集団を対象としている。

## 測定
学習者の自己調整学習をどのように測定するかについては、二つの観点がある。
第一に、適性とみなす観点である。この観点では、自己の調整行動に対する学生自身の認知に基づいて調整行動を測定する。ここでよく用いられる測定手段は質問紙法である。
第二は、出来事と捉え、学生の実際の行動の観察によって測定できるとする観点である。この場合、最も一般的に用いられる方法は、思考発話法によるプロトコル分析と直接観察法である。

## 評価
質的研究は、教員が標準的ガイド付きノートではなく、強化版ガイド付きノートを提供した場合、それを学習者が自己調整学習を効果的に用いることを報告している。また、学習者は、暗記、リハーサル、ノートの見直しといった浅いレベルの学習手法を用いる傾向があり、これは彼らが経験してきた学習文化と大きく関係している。
他方、グループ学習や社会的支援などの社会的影響が相互作用を通じて自己省察を促し、自己調整学習を促進したケースもあり、自己調整学習に関しては状況によって学習者が取る手法が大きく異なるため、自己調整学習を適切に評価するための枠組みを開発することは、研究者にとって課題であると言える。